# ブローニングM2重機関銃に関連する作品の一覧

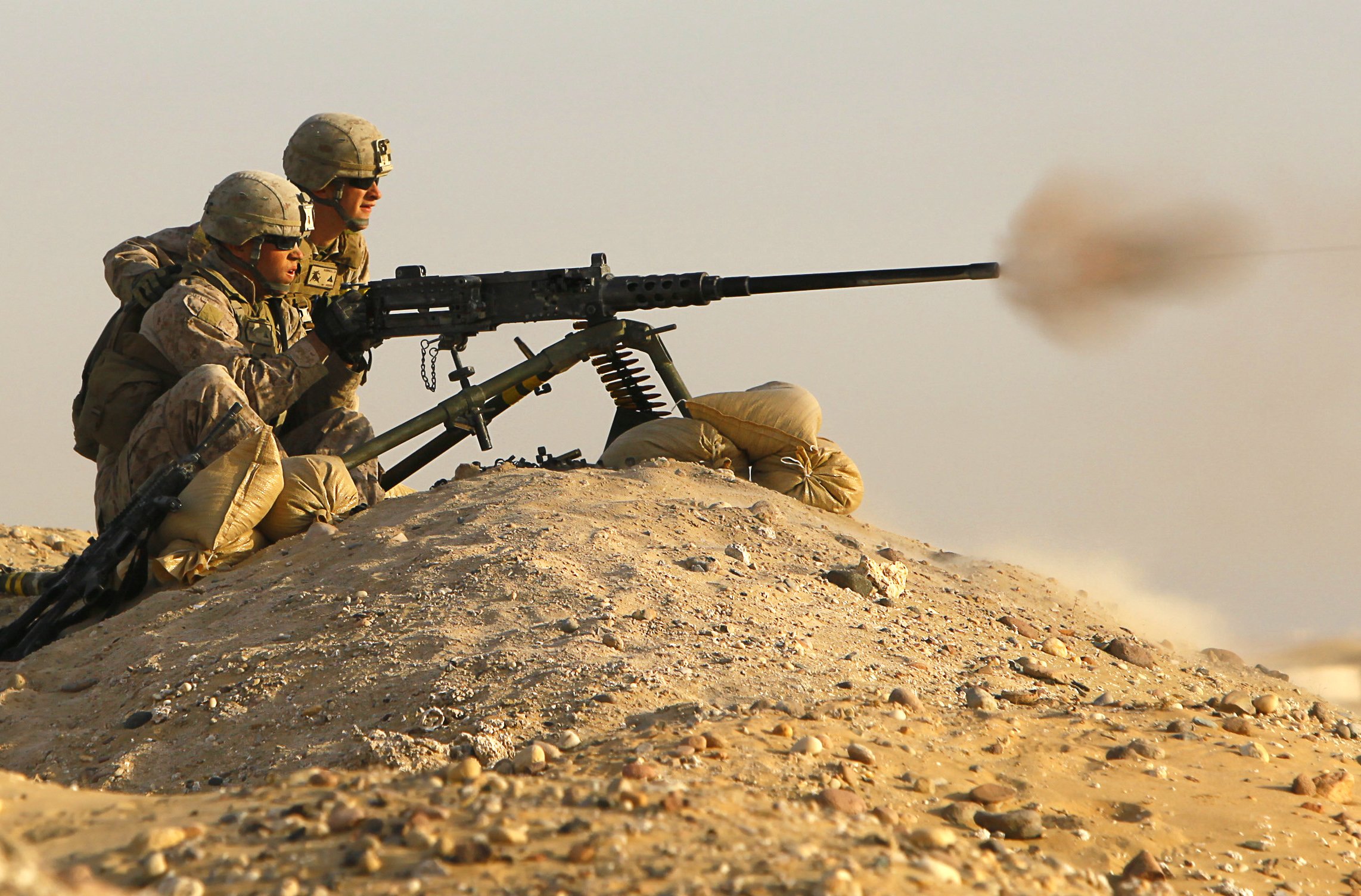
M2重機関銃を使用するアメリカ海兵隊員

ブローニングM2重機関銃に関連する作品の一覧（ブローニングM2じゅうきかんじゅうにかんれんするさくひんのいちらん）は、アメリカ合衆国のジョン・ブローニングが開発した重機関銃、ブローニングM2重機関銃に関連する作品の一覧である。

## 映画・テレビドラマ
『GODZILLA ゴジラ』
アメリカ陸軍のハンヴィー、M1A2 エイブラムス、UH-60 ブラックホーク、アメリカ海軍の艦艇などに搭載されている。M1A2、ハンヴィーに搭載されているものはゴジラに、UH-60に搭載されているものは、ムートーに対して使用されるが効果がなかった。
『ゴジラ キング・オブ・モンスターズ』
テロリストのハンヴィーに搭載されている。
『RED/レッド』
ヴィクトリアが立体駐車場で、三脚に据え付けたものをシークレットサービスに対して使用。その後、引き金をワイヤーで固定し、弾を撃ち続ける囮として利用する。
『S.A.S. 英国特殊部隊』
コロンビアでゲリラが保有しており、SASによって鹵獲される。
『アーミー・オブ・ザ・デッド』
序盤に登場。ゾンビの大発生したラスベガスでの救助活動を行っていた主人公スコット・ウォードを掩護すべく、マリア・クルスが車上から乱射してゾンビの群れを一掃する。また、軍と警察の最終防衛線となっていた交差点にて、第1歩兵師団のSULLIVAN中佐がM113装甲兵員輸送車に搭載されたものを使用する。その他にも作中随所に登場するアメリカ軍のハンヴィーに搭載されている。
『硫黄島からの手紙』
夜間の戦闘でアメリカ軍が奇襲をかけた時に使用。
『エクスペンダブルズ2』
冒頭のネパールで、主人公、バーニー・ロス率いる傭兵部隊「エクスペンダブルズ」が駆るテクニカル3両の内、2両が車載機銃として装備。リー・クリスマスとイン・ヤンが機銃手を務め、中国人富豪を誘拐した武装勢力と激しい銃撃戦を展開する。
『地獄の黙示録』
主人公、ウィラード大尉が乗船するアメリカ海軍のPBRの前部に連装のものが、後部に防盾付きの単装のものが搭載されており、カーツ王国民との戦闘の際に使用するほか、ド・ラン橋を警備する前線基地の土嚢に据え付けられており、ベトコンに対してアメリカ陸軍兵士が使用する。
『西部警察』
第1話・第2話にて、強奪されたアメリカ軍の装甲車「レディーバード」の搭載機銃として登場。犯人たちがパトカーに対して発砲する。ただし、設定上では20mm機関砲とされている。
『世界侵略: ロサンゼルス決戦』
アメリカ海兵隊のCH-46E、ハンヴィー等に搭載されている。この内、エイリアンの攻撃を受けて損傷し放棄されていたハンヴィーに搭載されていたものをロケット伍長が使用するが、エイリアンが持ち出してきた重火器の反撃を受け、ハンヴィーごと破壊される。
『戦火の勇気』
冒頭のアルバスラの戦いにて、主人公のナサニエル・サーリング中佐が車長を務めるM1A1 エイブラムスの車載機銃として登場。前進中に車長ハッチから上半身を乗り出し、イラク軍兵士に対して機銃掃射を行う。
『戦国自衛隊』
戦国時代にタイムスリップした自衛隊の装備である、61式戦車・M3A1 ハーフトラック・哨戒艇の搭載機銃として登場。長尾景虎が伊庭と共に射撃した際には、松の木を真っ二つにしている。物語中盤、反乱を起こした矢野士長と伊庭三尉との対決の際、哨戒艇からS-62と伊庭に向けて銃撃を行うも、伊庭が使用した11.4mm短機関銃M3A1により銃身を撃ち抜かれ無力化される。
『戦国自衛隊1549』
戦国時代にタイムスリップした第三特別実験中隊とロメオ隊の装備である、戦車や装甲車の車載機銃として登場。第三特別実験中隊が作り上げた天母城の物見櫓にも設置されているが、ロメオ隊のUH-1J多用途ヘリコプターからの機銃掃射で無力化される。また、ロメオ隊の82式指揮通信車に搭載されていたものが、天母城の城門を破壊するために使用される。
『戦国自衛隊・関ヶ原の戦い』
戦国時代にタイムスリップした自衛隊の装備である、74式戦車と96式装輪装甲車（B型）の車載機銃として登場。戦国武者たちへの機銃掃射に使用される。

『空の大怪獣ラドン』
メガヌロンの出現に伴い出動した防衛隊が、銃身・機関部・銃架に分解し、それぞれを兵士が背負って炭鉱に持ち込むシーンがある。ただし、射撃シーンは無い。
『大反撃』
M63対空銃架に搭載されたM2が見られる。ドイツ軍との古城の攻防で使用。
『父親たちの星条旗』
上陸用舟艇に搭載されており、劇中で擂鉢山に向かって射撃する。
『特攻野郎Aチーム THE MOVIE』
中盤のドイツでの空中戦で、フェイスことテンプルトン・ペックがM8空挺戦車に搭載されたM2を使用。執拗に攻撃を仕掛けるリーパー2機編隊を前に興奮しながら対空射撃を行い1機を撃墜するが、機体の破片がパラシュートを直撃した拍子にバランスを崩し、とっさに本銃にしがみついて転落を免れる。
『トラ・トラ・トラ!』
真珠湾のアメリカ陸海軍が装備。海軍飛行場の対空機銃として、珍しいM3対空マウント装備の水冷式M2が登場。零戦を射撃して生還を諦めさせ、被弾機を格納庫へ特攻させる原因を作る。
『パールハーバー』
飛行場防空用の対空銃架装備型や武器庫にあった銃架無しのものの発砲シーンがある。
また、戦艦の対空機銃として連装銃架装備型やB-25 ミッチェルの防御機銃として登場。
『バイオハザードV リトリビューション』
モスクワエリアでUAZ-469に連装のものが搭載され、プラーガアンデッドが使用するほか、要塞化したホワイトハウスの屋上にも設置されており、海兵隊員が使用する。
『バトルシップ』
アーレイ・バーク級ミサイル駆逐艦「ジョン・ポール・ジョーンズ」とアイオワ級戦艦「ミズーリ」に搭載されたものが、エイリアンの侵略兵器に対して使用される。また、オアフ島の基地に駐機していたアメリカ海兵隊のCH-53D シースタリオンを目標に飛来してきた自立型ボール状兵器を迎撃するためにドアガンとして搭載されていたM3が使用される。
『ハート・ロッカー』
アメリカ陸軍のハンヴィーに車載された物が登場。中盤の銃撃戦ではPMCのオペレーターの1人が主人公達のハンヴィーに車載されたM2機関銃を借用して使用する。
『バンド・オブ・ブラザース』
M4 シャーマンに搭載されていたものを搭乗員が使用。
『フューリー』
主人公らが乗るM4A3E8 シャーマン、通称「フューリー」のほか、主人公ら戦車小隊のM4A1・M4A2・M4A4に搭載されている。ドイツ軍対戦車砲陣地を攻撃する際の突撃時に使用するほか、終盤の武装親衛隊大隊との戦闘では、前方と同軸に搭載していたM1919A4の弾が切れたため、ウォーダディーが車外に出て使用する。歩兵のみで構成される武装親衛隊に対して猛威を振るうが、身を守る防盾がないことが災いし、武装親衛隊狙撃手によって狙撃され、致命傷を負ってしまう。
『ブラックホーク・ダウン』
第75レンジャー連隊が使用するハンヴィーの車載機銃として登場。市街地を移動中に襲撃してくるソマリア民兵たちに対して使用する。また、ソマリア民兵もテクニカルに搭載しており、冒頭では食糧を求めて食糧支援のトラックに集まってきた難民達に対して使用して退散させるほか、中盤の市街戦では第75レンジャー連隊に対して使用し、足止めを行うが、MH-6J リトルバードによるM134 ミニガンの機銃掃射を受けて銃手を倒され無力化する。終盤、救援に来たパキスタン軍の車両にも搭載されている。
『ポリス・ストーリー3』
中盤のタイ将軍の私設キャンプ内での銃撃戦で、土嚢に据え付けられたものを主人公のチェン・カクー刑事が敵兵へ向け乱射する。
『ホワイトハウス・ダウン』
テロリストたちが、占領したホワイトハウスの屋上に設置し、接近してくる3機のVH-3Dに対して使用し、撤退させるほか、出動したアメリカ軍の車両にも搭載されている。
『メンフィス・ベル』
B-17 フライングフォートレスに対して対空兵器として使用。射撃音についても比較的正確。
『ラット・パトロール』
主力火器としてトロイ軍曹らのウィリス・ジープにM35 マウント付きが装備。ただし、オープニングなどではM1919A4と混用されているため、カットによってはM2ではない場合がある。また、ドイツ軍役のM7 プリーストやM3 ハーフトラックにも搭載されている。
『ランボー/怒りの脱出』
中盤、ヒロインのコー・バオが移動手段として話を付けたベトナム河川海賊が裏切ってベトナム人民海軍の河川哨戒艇に彼女達を引き渡そうとするが、これを返り討ちにした直後に銃声から状況を察した哨戒艇が海賊船へ向けて連装モデルのM3を発砲する。しかし、主人公のジョン・ランボーが撃ったRPG-7により哨戒艇ごと爆炎に包まれた末、最後は海賊船と激突した哨戒艇ごと爆発する。
『ランボー3/怒りのアフガン』
ランボーがM2を、ソ連軍がAN/M2を使用。DShK38重機関銃に似せるため、ランボーのM2には銃身と銃口にカバーが、ソ連軍のAN/M2には銃身にカバーが被せられている。
『ランボー/最後の戦場』
前半でランボーがヒロインのサラ・ミラーをはじめとするNGOメンバーを自分の船でミャンマーへ密入国させる途中、遭遇した河川海賊の船に積まれていた本銃で威嚇射撃を受け停船する（発砲シーンは描かれていないが、海賊の面々が装備しているのはフルオート射撃のできない拳銃なので、本銃がフルオートの威嚇射撃を行った模様）。その後、海賊全員を返り討ちにしたランボーがこれ以上のトラブルを防ぐべく、海賊船ごと人気のない場所へ運んだ上で焼却処分する。終盤ではランボーがパ・ティー・ティント大佐率いるミャンマー陸軍第360軽歩兵大隊に捕まったルイス・オールセン達傭兵チームを救うべく、ミャンマー陸軍の装備品であるピックアップトラックに搭載された防盾とマズルブレーキ付きの本銃を、銃手を倒して奪い取り、ミャンマー陸軍兵士を一掃する。そして、戦闘の途中で弾が切れるが、敵の銃撃を防盾の陰でやり過ごしながら予備弾を給弾して銃撃を再開し、最終的には増援部隊を乗せたトラックを蜂の巣にし、火力支援に駆けつけたミャンマー海軍の河川哨戒艇にも銃撃を加え、艇長を打ち抜く。なお、この場面は本作最大の見せ場であると同時に、被弾した敵兵の四肢が欠損するという、実銃の有する破壊力を正確に描写した場面でもある。

## アニメ・漫画
『空母いぶき』
特殊作戦群がC-2に積まれていた物資を回収後、反撃手段として用いられた。
『ゴジラ S.P ＜シンギュラポイント＞』
第5話・第6話にて、千葉県逃尾市で行われたアンギラスに対する山狩りを支援する2輛の73式小型トラック（新型）に各1基ずつ搭載されており、アンギラスを攻撃するが、アンギラスが意図的に跳弾させた弾を搭載車の1輛が浴びて破壊される。
『ジオブリーダーズ』
厚生省衛生二課（ハウンド）が使用。
『ジョジョの奇妙な冒険 第6部 ストーンオーシャン』
警備員が湿地帯専用艇に搭載して使用する。押し金のかわりに引き金がついていたり、銃口付近にガスポートが設けてあったりと、実銃とは異なる箇所が多々ある。
『進撃の巨人』
アニメ版76話にて、パラディ島へ奇襲を仕掛けたマーレ軍が飛行船の銃座に搭載し使用。機動力に優れたイェーガー派の兵士を上空からの射撃により殲滅した。マズルブレーキがM85のものに近いデザインへ変更されている。
『砂ぼうず』
便利屋川口三兄弟の長兄、冬夫が（かなり強引に改造して）個人携行している。
『スプリガン』
劇場版において御神苗優が車載の物を使用。バレットM82のマズルブレーキのような物を装着。
『戦国自衛隊』
戦国時代にタイムスリップした自衛隊の装備である、60式装甲車や三菱・ジープ、19号型哨戒艇の搭載機銃として登場。自衛官たちに加え、彼らから使い方を習った戦国武者たちも使用する。
『続・戦国自衛隊』
戦国時代にタイムスリップした自衛隊とアメリカ軍の戦車や装甲車、ハンヴィーの車載機銃として登場。
小説版では、本来の歴史の「浅井畷の戦い」にあたる戦闘で、囮の本陣を襲撃してしまった自衛隊に対して前田利長の軍が使用する。当初は、以前タイムスリップしてきた自衛隊が残した装備と思われていたが、実は同じ時期にこの時代へ飛ばされてきたアメリカ軍から供与されたものであった。

『戦場まんがシリーズ』
シリーズの一編「低伸弾道12.7」にて登場。本銃がテーマで、命中率の高い優秀な航空機銃として対峙する日本軍の苦悩が描かれる。
『戦闘メカ ザブングル』
ウォーカーマシンの搭載機銃としてレッグやブランが装備している。ランドシップにもガバン級が搭載している。
『デジモンテイマーズ』
登場する自衛隊の車両に搭載されている。作品中で東京都庁上層を射撃する際に使用される。

『めだかボックス』
第111箱で鰐塚処理が二丁機関銃で使用。
『ヨルムンガンド』
第2巻において、殺し屋「オーケストラ」がピックアップトラックの後部座席に遠隔操作で発射可能なように改造したものを設置して、ココ達への襲撃に使用する。
PMC「エクスカリバー」および、テロ組織「新・あかつきの戦線」メンバーがテクニカルに搭載している。
『ワイルダネス』
銀行強盗団が篭城時に使用。
『OBSOLETE』
本編において、エグゾフレーム用に手持ちライフルとして改造を施された物が登場。EP4でPMC・サーベラス社のエグゾ、EP9でペルー軍のエグゾ「サルミージャ」、EP10で麻薬カルテルの越境用エグゾが使用する他、ホビージャパンで連載されているコラム企画、『REDUNDANT』では陸上自衛隊・水陸機動団のエグゾ「児雷也」も使用する中、EP10ではアメリカのミリシアがテクニカル化したピックアップトラックに取り付けられた物を使用している。
『老後に備えて異世界で8万枚の金貨を貯めます』
地球の傭兵団「ウルフファング」が保有する重機関銃として登場する。

## 小説
『BLACK BLOOD BROTHERS』
望月ジローが手持ちで発射している。強靭な肉体を持つ吸血鬼だから可能なこと。
『WORLD WAR Z』
アメリカ陸軍のハンヴィーに搭載され、ヨンカーズの戦いにてゾンビの大群を攻撃する。
『アルティメット・ファクター』
2巻にて遺伝子操作された兵士「U.L.T.I.M.A.T.E.」の司令官"B"ヴォイスが手持ちで使用。
5巻と番外編EARLY TIMESにて「U.L.T.I.M.A.T.E.」のギャラガー・ドラッグスラーが狙撃目的で使用（スコープ未装着）。
『キノの旅』
「長のいる国」で師匠が使用。大型のスコープ付きであり、セミオートで狙撃に使用する。
『ゲート 自衛隊 彼の地にて、斯く戦えり』
小説・漫画・アニメ版にて、自衛隊が異世界の軍勢に対して使用し、盾や鎧ごとオーガを貫いて倒している。また、異世界に派遣された自衛隊が運用する軽装甲機動車にも搭載されており、襲撃してきた炎龍に対して使用されるが、鱗を貫通できなかった。ほかに、UH-1Jのドアガンとしても装備され、機銃掃射を行っている。
『攻殻機動隊 STAND ALONE COMPLEX 眠り男の棺』
完全義体の大男「抱石」が手持ちで使用。
『自衛隊三国志』
三国時代へタイムスリップした自衛隊国際連合平和維持活動（PKO）部隊の装備の1つとして登場。96式装輪装甲車（B型）に搭載されており、黄巾賊に対して使用される。
『日本国召喚』
こんごう型護衛艦「みょうこう」に搭載されたものがロウリア王国海軍の木造軍船への攻撃に使用されるほか、トーパ王国に派遣された96式装輪装甲車に搭載されたものが魔王ノスグーラへの攻撃に使用される。漫画版では先述の96式装輪装甲車に搭載されたものが使用されるほか、90式戦車やUH-1Jに搭載されたものがロウリア王国兵への機銃掃射を行う。
『目指せ！一騎当千　～ぼっち自衛官の異世界奮戦記～』
主人公が謎の巨大ゴーレムを撃退するため城門に設置して使用。関節を狙う事でダメージを与える事ができた。
『ルーントルーパーズ 自衛隊漂流戦記』
異世界に飛ばされた自衛隊の装備の1つとして登場。96式装輪装甲車（B型）に搭載されたものが異世界の怪物たちに使用されるほか、海上自衛隊の護衛艦に搭載されていたものが地上戦の際に陸揚げされ、設置して使用される。
『レイテ驀進1 逆襲の機動部隊』
F6F-3 ヘルキャットに搭載されて登場し、日本海軍の零戦二一型・五二型、天山を多数撃墜する。

## ゲーム
『ARMA 2』
据付三脚で使用できるほか、ハンヴィーやM1エイブラムスなどに幅広く装備されている。
『Fallout 76』
「.50口径マシンガン」の名称で登場。携行可能でヘビーガン枠に所属し、ヘビーバレルをつける事でバレルジャケットが銃口まであるAN/M2の外見になる。
『Fortnite』
「マウンテッドタレット」の名称でデフォルメされ据付のトラップとして連装で登場する。
弾数が無限で威力が高い反面、耐久が低くオーバーヒートする欠点も。プレイヤーが操作する。
『IL-2 Sturmovik 1946』
M2重機関銃を固定武装として装備する、P-47 サンダーボルト・P-51 マスタング・F6F ヘルキャットなどの航空機を操縦し戦闘を行うことができる。
また、AI専用の地上対空兵器として四連装銃架装備のM16対空自走砲やM55機関銃トレーラー、自衛用に本銃単装1丁装備のM3ハーフトラックも登場する。
『Operation Flashpointシリーズ』
『OFP:CWC』
三脚に据えられて様々な場所に設置されているほか、アメリカ軍陣営で使用可能な各種装甲戦闘車両やヘリコプターに搭載されている。
『OFP:DR』
アメリカ海兵隊陣営の様々な装甲戦闘車両に搭載されている。
『The Saboteur』
キューベルワーゲンやオペル・ブリッツなど、ナチス兵士が使用する車両に搭載されている。
『total tank simulator』
米国の戦車・装甲車・対空車両(M16対空自走砲)の機銃の他、戦闘機や爆撃機の機銃や銃座などに搭載されている。
『Wargame Red Dragon』
NATO陣営で使用可能な各種装甲戦闘車両やヘリコプター、艦船の武装として登場する。
『WarRock』
多数のステージに設置されているほか、戦車や装甲車の車載機銃として登場。オーバーヒートしやすい。
『War Thunder』
P-40EやP-51Dなどをはじめとする米国機や英国機の武装として登場する。また、M4やM26などアメリカ製の戦車、M8などの装甲車に副武装として、またM13やM16などの対空車両や艦艇の対空機銃として登場。
『エースコンバット6 解放への戦火』
エメリア人パルチザンがテクニカルに搭載してA-10 サンダーボルトIIに対して使用する。
『カウンターストライク』
一部のミッションにおいて敵やプレイヤーが使用。弾数無限で、攻撃すると故障して使用できなくなる。
『コール オブ デューティシリーズ』
『CoD:UO』
アメリカ陸軍のジープとM4 シャーマンの車載機銃として登場するほか、イギリス空軍所属B-17 フライングフォートレスの防御機銃として多数搭載されている。
『CoD:FH』
イギリス軍のジープに搭載されており、プレイヤーが使用可能。
『CoD2:BRO』
アメリカ陸軍のジープとM3 ハーフトラックの車載機銃として登場するほか、アメリカ陸軍航空軍のB-24 リベレーターの防御機銃として多数搭載されている。
『CoD:MW2』
M1A2 エイブラムスおよび民兵が使用するテクニカルに搭載されている。テクニカルに搭載されているものはプレイヤー使用可能。そのほか、M1126 ストライカーICVにも搭載されており、プレイヤーがレーザー照準器で目標を指定することでその目標を攻撃してくれる。
『CoD:MW3』
M1126および民兵が使用するテクニカルに搭載されている。テクニカルに搭載されたものは、かなりの年月が経ち錆びているが、プレイヤー使用可能。
『CoD:WaW』
PBY カタリナの防御機銃として光学照準器付きのものが搭載されており、日本海軍の零式艦上戦闘機への迎撃に使用される。
『CoD:BO2』
ムジャーヒディーンやPMCが使用するテクニカルに搭載されている。プレイヤー使用可能。

『最前線』
バンダイifシリーズの戦闘級ウォー・シミュレーションゲーム。歩兵戦闘主体のゲーム登場火器の中では最大の火力を誇る。
『ソードアート・オンライン フェイタル・バレット』
「HMGブレイブファイア」の名称で登場。外見が若干アレンジされて架空銃となっている。ゲーム上はガトリングガンのカテゴリに属し、空砲発射補助具の装着と前述のアレンジによって三砲身のガトリングガンに見える。同カテゴリ中で最高の集弾性能をもつ。
『タイムクライシス4』
「マウンテッドマシンガン」の名称で登場。ステージ1-2とステージ3-1で、片方のプレイヤーが、搭乗するヘリの搭載兵器として使用する（もう片方はMk19 自動擲弾銃(名称はオートマチックキャノン)を使用）。防盾が付いており、これに隠れて攻撃をやり過ごす。装弾数は無限。もう片方のオートマチックキャノンよりかなり高速で弾を連射できるが、一方で榴弾ではないため着弾時の爆発はない。
『デッドライジング』
脱獄囚3人組が乗る軍用ジープの車載武器。取り外して軽機関銃のように運用することが可能だが、大きすぎるためアイテム欄に保存することはできない。弾数は200発。
『ドールズフロントライン』
星3戦術人形「M2HB」として萌え擬人化されたものが登場。
『バトルフィールドシリーズ』
『BFBC2』
M1A2とM3A3 ブラッドレーに搭載されている。RWS化されており、車内から射撃が可能。
『BF3』
M1A2やLAV-25などの各種車両やRHIB ボートに搭載されている。またマルチプレイではM1A2をアップグレードすることで同軸機銃として使用することも可能。
『BF4』
『BFV』
アメリカ軍のシャーマン中戦車やM8 グレイハウンドなどの戦車や装甲車などに装備されている。
『マーセナリーズ』
国連軍や韓国軍、中国軍、ロシアン・マフィアが使用する各種装甲戦闘車両やヘリコプターに搭載されている。
『マーセナリーズ2 ワールド イン フレームス』
防盾付きのものが三脚に据えられて様々な場所に設置されているほか、連合軍、ユニバーサル石油の傭兵部隊、P.L.A.V、海賊が使用する各種車両にも搭載されている。
『メタルギアシリーズ』
『メタルギアソリッド』
M1エイブラムスに搭載されている。
『メタルギアソリッド4』
Act.2の「POWER STATION」や、ドレビンのストライカー装甲車など数ヶ所のマップに設置されている。弾数無限で、威力が高い。オンラインでも使用可能。無人兵器月光にも搭載されている。